# Podogymnura truei
Podogymnura truei é uma espécie de mamífero insetívoro da família Erinaceidae. Endêmica das Filipinas, a espécie pode ser encontrada somente na ilha de Mindanao.